# TURN THE PAGE!
『TURN THE PAGE!』（ターン・ザ・ページ）は、T-SQUAREの51枚目のアルバム。 2025年6月4日にリリース。

## 解説
2年ぶりとなるスクェア51枚目のオリジナル・アルバム。プロデューサーとして元キーボーディストの河野啓三が参加している。
タイトルの「TURN THE PAGE!」は「過去のことを整理して新たに始める」という意味で、心機一転スタートを切るバンドの状況を代弁しているともいえる。
2024年は後述の新メンバーオーディションに伴いアルバムが製作されなかった。デビュー以来毎年1枚以上アルバムをリリースしていたスクェアにとって、アルバムが2年以上リリースされないというのは初めてのことであった。
本作から、ベースに田中晋吾、キーボードに長谷川雄一、ギターに亀山修哉が正式メンバーとして加入。バンド形態及び5人体制が復活した。バンド形態としては2021年に安藤正容が脱退して以来4年振り、5人体制としては2000年に則竹裕之、須藤満、宮崎隆睦、松本圭司が脱退して以来25年振りである。
長谷川と亀山は2023年に告知された新メンバーオーディションのファイナリストで、2024年8月のオーディションファイナルライブ以降、ライブによってはサポートメンバーとしても参加していた。
伊東たけしは前作『VENTO DE FELICIDADE 〜しあわせの風〜』まで『YES,NO.』以来30年以上にわたってウィンドシンセサイザーにEWIを使用していたが、2024年より導入し始めたNuRADを今作から使用。

## 収録曲
DISC1
1. 君と歩こう - 坂東慧作曲
2. Marmalade! - 亀山修哉作曲
3. 琥珀色の時 - 坂東慧作曲
4. Plum Night Highway - 亀山修哉作曲
5. Front Runner - 長谷川雄一作曲
6. 鼓動 - 坂東慧作曲
7. ULTRA Heat! - 坂東慧作曲
8. Memories of Spring - 長谷川雄一作曲
9. Legend of Poker ~Turn the Page~ -  亀山修哉作曲

DISC2　特典Blu-ray Disc
新メンバーオーディション/ファイナルライブ＠COTTON CLUB(2024.08.02)より〜

## 演奏
- 伊東たけし - Alto Sax, NuRAD
- 坂東慧 - Drums
- 田中晋吾 - Bass
- 長谷川雄一 - Piano, Keyboards
- 亀山修哉 - Guitar